# 信濃町立古間小学校
信濃町立古間小学校（しなのちょうりつ ふるましょうがっこう）は、長野県上水内郡信濃町大字富濃にあった公立小学校。

## 概要
信濃町の東南部、町の都市部近くに位置している。
同町内の別の4小学校（信濃町立野尻湖小学校、信濃町立古海小学校、信濃町立柏原小学校、信濃町立富士里小学校）と統合して1つの小学校となり、信濃町立信濃中学校との小中一貫教育を2012年4月より開始。